# Мечислав Малецки
Мечѝслав Бронѝслав Малѐцки (на полски: Mieczysław Bronisław Małecki) полски езиковед полонист, славист и диалектолог, професор в Ягелонския университет, член на Полската академия на знанията. Научните му интереси са в областта на историческата граматика на славянските езици, един от първите теоретици на лингвистичната география, съавтор с Кажимеж Нич на първия лингвистичен атлас в славистиката – Atlas językowy polskiego Podkarpacia (1934).
През пролетта на 1933 година прави теренни проучвания върху говора на жителите на солунските села Сухо (2 месеца) и Висока (1 месец). Събраните материали издава в излязлата в две части монография „Два македонски говора (Сухо и Велика в солунско)“ (на полски: Dwie gwary macedońskie (Suche i Wysoka w soluńskiem)). Смята, че македонските говори са български и използва „македонски“ и „богдански“ в регионален смисъл.
На 6 ноември 1939 година е арестуван от немските окупационни власти в рамките на акцията „Sonderaktion Krakau“. Пребивава последователно в концентрационните лагери „Заксенхаузен“ и „Дахау“. След освобождението си ръководи нелегалната образователна дейност на университета.

## Трудове
- Archaizm podhalański (1928)
- Przegląd słowiańskich gwar Istrii (1930)
- Charektyrystyka gwary Cuców na tie sąsiednich dialektów czarnogórskich (1931)
- Słowiańskie osadnictwo Istrji w świetle badań językoznawczych (1931)
- Znaczenie Dubrovnika dla jedności językowej Serbów i Chorwatów (1931)
- Atlas językowy polskiego Podkarpacia (1934) – в съавторство с Кажимеж Нич
- Dwie gwary macedońskie (Suche i Wysoka w soluńskiem) (2 части, 1934 – 36)
- Je̦zyk polski na południe od Karpat (1938)
- Z zagadnień dialektologii macedońskiej (1938)
- Nowsze kierunki dialektologii (1938)
- Gwary słowiańskie w Banacie rumuńskim (1938)
- Najstarszy literacki je̜zyk Słowian (1947)

## За него
- Милетич, Л. Мечислав Малецки за разграничаването на богданските говори в югоизточна Македония, Lud słowiański, Kraków, 1933, s. 90 – 130.
- Мирчев, К. Професор Малецки за някои от проблемите на македонскта диалектология, Македонски преглед, XI, 1939, кн. 3 – 4, с. 169 – 179.
- Мирчев, К. Проф. Мечислав Малецки, Език и литература, кн. 1, с. 68 – 69
- Карас, М. Записки по история на краковската лингвистика. В чест от 30-годишнината от смъртта на Мечислав Малецки, Литературен живот, бр. 1295 от 21 ноември 1976 г.
- Бояджиев, Т. Мечислав Малецки и българската диалектология, От Висла до Марица, Краков, 1981.
- Мошински, Л. Значението на диалектоложките проучвания на Григоревич и Малецки за установяване на прародината на староцърковнославянския език, Acta Universitatis Lodzienis. Folia linguistica, 12, 1986, p. 125 – 132.
- Иванов, Й. Двойно ударение в българския език, Изв. на Института за български език, кн. XX, с. 187 – 224.
- Иванов, Й. Приносът на проф. Мечислав Малецки за проучването на югозападните български говори, Научни трудове на Пловдивския университет „Паисий Хилендарски“, т. 29, кн. 1, Филология, Пловдив, 1991, с. 5 – 12
- Младенов, М. Мечислав Малецки, Кирило-Методиевска енциклопедия, т. II, С., 1991, с. 598 – 600.
- Иванова, Д. Сто години от рождението на Мечислав Малецки, Българистика, 7/2003, Ак. изд. „Марин Дринов“. С., 2003, с. 67 – 72.
- Rusek, Jerzy, Mieczysław Małecki. Człowiek, uczony, organizator, Kraków, Wydawnictwo Uniwersytetu Jagiellońskiego. 2005, ISBN 83-233-1954-5